# 田中無事生
田中 無事生（たなか ぶじお、1885年（明治18年）10月 - 没年不詳）は、日本の内務・警察官僚。官選県知事、福岡県若松市長。

## 経歴
三重県出身。田中健造の長男として生まれる。無事に育つようにと「無事生」と命名された。第七高等学校造士館を卒業。1910年、東京帝国大学法科大学政治学科を卒業。同年11月、文官高等試験行政科試験に合格。1911年、内務省に入省し京都府属となる。
以後、京都府竹野郡長、同府南桑田郡長、滋賀県理事官、徳島県警察部長、鳥取県書記官・内務部長、大分県書記官・内務部長、滋賀県書記官・内務部長、長野県書記官・内務部長などを歴任。「万年内務部長」といわれた。
濱口内閣により1929年7月5日、高知県知事に登用された。民政党系の知事として県政を政友会系の積極主義から消極主義に転換し、交通関係の土木事業の実施に尽力。また、農民の県産米検査反対運動が激しいため、制度の撤回を決定した。1931年6月27日、茨城県知事に転任。不況による県財政の悪化に伴い経費削減を実施。一方、必要不可欠な失業対策などの経費を増額し、繭検定所の新設、密漁船取締専用船の建造、茨城会館の建設を進めた。1931年12月18日に知事を休職。1932年1月29日、依願免本官となり退官した。
1934年5月5日、若松市長に就任し、市長を一期務めて1938年5月4日に退任。1939年7月、軍用保護馬鍛錬中央会常務理事に就任。その後、理研葡萄酒 (株) 社長、日本馬事会監事を務めた。